# Patricia Todd (Tennisspielerin)
Patricia „Pat“ Canning Todd (* 22. Juli 1922 in San Francisco; † 5. September 2015 in Encinitas, Kalifornien) war eine US-amerikanische Tennisspielerin.

## Karriere
Sie war eine der besten Spielerinnen der Nachkriegszeit und gewann in den Jahren 1947 und 1948 insgesamt vier Grand-Slam-Titel, davon einen im Einzel, zwei im Doppel und einen im Mixed.
Im Jahr 1947 gewann sie das Dameneinzel bei den französischen Meisterschaften, als sie im Finale Doris Hart mit 6:3, 3:6 und 6:4 besiegte. Im Doppel unterlag sie mit ihrer Finalgegnerin Hart als Partnerin dem Doppel Louise Brough Clapp und Margaret Osborne duPont 5:7, 2:6.
1948 gewann sie bei den French Open mit ihrer Dauerdoppelpartnerin Hart im Doppelfinale gegen Shirley Fry Irvin und Mary Arnold Prentiss mit 6:4, 6:2 und konnte sich auch im Mixed den Titel mit 6:3, 3:6, 6:3 an der Seite ihres tschechischen Mixedpartners Jaroslav Drobný gegen ihre Doppelpartnerin Hart holen, die zusammen mit Frank Sedgman spielte.
Todd stand zwischen 1942 und 1951 weitere 12-mal in einem Grand-Slam-Finale, davon einmal im Einzel (French Open 1950), achtmal im Doppel (1943–1951, davon viermal an der Seite von Doris Hart), und dreimal im Mixed (1942, 2 × 1950). Bemerkenswert ist hier die Tatsache, dass Todd im Doppel mit ihren Partnerinnen von den acht verlorenen Grand-Slam-Finals alleine siebenmal gegen das Damendoppel Brought Clapp und Osborne duPont verlor.

## Abschneiden bei Grand-Slam-Turnieren

### Einzel
| Turnier         | 1938 | 1939 | 1940  | 1941  | 1942  | 1943  | 1944  | 1945  | 1946 | 1947 | 1948 | 1949 | 1950 | 1951 | 1952 | 1953 | 1954 | 1955 | 1956 | 1957 | Karriere |
| --------------- | ---- | ---- | ----- | ----- | ----- | ----- | ----- | ----- | ---- | ---- | ---- | ---- | ---- | ---- | ---- | ---- | ---- | ---- | ---- | ---- | -------- |
| Australian Open | —    | —    | —     | n. a. | n. a. | n. a. | n. a. | n. a. | —    | —    | —    | —    | —    | —    | —    | —    | —    | —    | —    | —    | —        |
| French Open     | —    | —    | n. a. | n. a. | n. a. | n. a. | n. a. | n. a. | 3    | S    | HF   | —    | F    | —    | —    | —    | —    | —    | —    | —    | S        |
| Wimbledon       | —    | —    | n. a. | n. a. | n. a. | n. a. | n. a. | n. a. | 3    | VF   | HF   | HF   | HF   | —    | HF   | —    | —    | —    | —    | —    | HF       |
| US Open         | 1    | 1    | 3     | 3     | 2     | —     | 2     | VF    | HF   | VF   | HF   | VF   | VF   | 3    | —    | —    | —    | —    | —    | 3    | HF       |

### Doppel
| Turnier         | 1938 | 1939 | 1940  | 1941  | 1942  | 1943  | 1944  | 1945  | 1946 | 1947 | 1948 | 1949 | 1950 | 1951 | 1952 | 1953 | 1954 | 1955 | 1956 | 1957 | Karriere |
| --------------- | ---- | ---- | ----- | ----- | ----- | ----- | ----- | ----- | ---- | ---- | ---- | ---- | ---- | ---- | ---- | ---- | ---- | ---- | ---- | ---- | -------- |
| Australian Open | —    | —    | —     | n. a. | n. a. | n. a. | n. a. | n. a. | —    | —    | —    | —    | —    | —    | —    | —    | —    | —    | —    | —    | —        |
| French Open     | —    | —    | n. a. | n. a. | n. a. | n. a. | n. a. | n. a. | HF   | F    | S    | —    | HF   | —    | —    | —    | —    | —    | —    | —    | S        |
| Wimbledon       | —    | —    | n. a. | n. a. | n. a. | n. a. | n. a. | n. a. | HF   | S    | F    | F    | VF   | —    | HF   | —    | —    | —    | —    | —    | S        |
| US Open         | —    | —    | —     | —     | —     | F     | —     | —     | F    | F    | F    | —    | —    | F    | —    | —    | —    | —    | —    | —    | F        |

### Mixed
| Turnier         | 1938 | 1939 | 1940  | 1941  | 1942  | 1943  | 1944  | 1945  | 1946 | 1947 | 1948 | 1949 | 1950 | 1951 | 1952 | 1953 | 1954 | 1955 | 1956 | 1957 | Karriere |
| --------------- | ---- | ---- | ----- | ----- | ----- | ----- | ----- | ----- | ---- | ---- | ---- | ---- | ---- | ---- | ---- | ---- | ---- | ---- | ---- | ---- | -------- |
| Australian Open | —    | —    | —     | n. a. | n. a. | n. a. | n. a. | n. a. | —    | —    | —    | —    | —    | —    | —    | —    | —    | —    | —    | —    | —        |
| French Open     | —    | —    | n. a. | n. a. | n. a. | n. a. | n. a. | n. a. | —    | —    | S    | —    | F    | —    | —    | —    | —    | —    | —    | —    | S        |
| Wimbledon       | —    | —    | n. a. | n. a. | n. a. | n. a. | n. a. | n. a. | —    | —    | —    | —    | F    | —    | —    | —    | —    | —    | —    | —    | F        |
| US Open         | —    | —    | —     | —     | F     | —     | —     | —     | —    | —    | —    | —    | —    | —    | —    | —    | —    | —    | —    | —    | F        |